# Bulbophyllum cornutum
Bulbophyllum cornutum là một loài phong lan thuộc chi Bulbophyllum.